# 음력 9월 27일
음력 9월 27일은 음력 9월의 27번째 날이다.

## 문화
- 1990년 - 서울방송 설립.
- 2002년 -
  - 2002년 아시아태평양장애인경기대회 폐막.
  - 춘천불교방송 개국.
  - 대한민국에서 시청 가능 연령을 표시하는 드라마 등급 제도가 6개월 간의 유예 기간을 거친 후에, 일제히 시행되었다.

## 탄생
- 1961년 - 대한민국의 약사 출신 트로트 가수 주현미.
- 1986년 - 대한민국의 가수 김연지(씨야).

## 같이 보기
- 음력 360일: 1월 2월 3월 4월 5월 6월 7월 8월 9월 10월 11월 12월
- 전날:9월 26일 다음날:9월 28일 - 전달:8월 27일 다음달:10월 27일
- 양력:9월 27일
- 음력, 윤달